# Raion de Rezekne
El raion de Rezekne (letó Rēzeknes rajons) és un dels nous raions en els quals es dividia administrativament Letònia abans de la reforma territorial administrativa de l'any 2009. Estava situat a la regió històrica de Latgàlia.